# AEL 1964 GS
AEL 1964 GS (Grčki: ΑΈΛ 1964 ΓΣ) je grčki košarkaški klub iz grada Larise. Osnovan je 1928. pod imenom Gymnastikos S. Larissas, a od 2006. klub nosi ime današnje ime, što u biti znači Athlitiki Enosi Larisas 1964 Gymnastikos Syllogos.

## Imena kluba
- Gymnastikos S. Larissas (1928. – 2006.)
- AEL 1964 GS (2006.-danas)

## Poznati igrači
| - Vassilis Spanoulis - Dimitris Spanoulis - Nestoras Kommatos - Nikos "Magic" Stavropoulos - Sotiris Gioulekas - Giannis Kyriakopoulos - Giannis Gagaloudis - Dimitris Bogdanos | - Giorgos Apostolidis - Dimitris Karadolamis - Chris Webber - José Ortiz - Darius Dimavičius - Tadas Klimavicius - Amit Tamir - Héctor Romero | - Sammy Mejia - Rudy Mbemba - Sedale Threatt - Arthur Lee - Chris Garner - Jeremiah Massey - Brent Scott - Richard Dumas | - James Donaldson - Lelton Brown - Deon Thomas - Kareem Townes - Lance Williams - Billy Keys - David Teague |  |

## Poznati treneri
- Giannis Ioannidis

## Vanjske poveznice
- Službena stranica
- Stranica kluba na Eurobasket.com